# Мексика на зимних Олимпийских играх 2002
Мексика принимала участие в Зимних Олимпийских играх 2002 года в Солт-Лейк-Сити (США) после восьмилетнего перерыва, в шестой раз за свою историю, но не завоевала ни одной медали.

## Состав сборной
Сборная страны состояла из 3 спортсменов, все — мужчины; они соревновались в бобслее и скелетоне. Самым младшим участником сборной был 20-летний бобслеист Роберто Лодердейл Наварро, а самым старшим — 38-летний скелетонист Луис Карраско Арена.

## Результаты

### Бобслей
Мужчины — двойки
Состязания проходили на трассе в Парк-Сити 16 и 17 февраля.
| Спортсмены                              | 1 заезд | 1 заезд | 2 заезд | 2 заезд | 3 заезд | 3 заезд | 4 заезд | 4 заезд | Результат | Результат |
| Спортсмены                              | Время   | Место   | Время   | Место   | Время   | Место   | Время   | Место   | Время     | Место     |
| --------------------------------------- | ------- | ------- | ------- | ------- | ------- | ------- | ------- | ------- | --------- | --------- |
| Роберто Лодердейл Наварро Роберто Тамес | 49,57   | 34      | 49,65   | 35      | 50,07   | 36      | 49,82   | 36      | 3:19,11   | 35        |

### Скелетон
Скелетон вернулся в программу Олимпийских игр после перерыва в 54 года, представитель Мексики первый (и пока единственный) раз принимал участие в олимпийских состязаниях по скелетону.
| Спортсмен           | 1 заезд | 1 заезд | 2 заезд | 2 заезд | Итог        | Итог  |
| Спортсмен           | Время   | Место   | Время   | Место   | Общее время | Место |
| ------------------- | ------- | ------- | ------- | ------- | ----------- | ----- |
| Луис Карраско Арена | 54,32   | 25      | 54,66   | 25      | 1:48,98     | 25    |